# 모하마드 히다야툴라
모하마드 히다야툴라(힌디어: मुहम्मद हिदायतुल्लाह, 1905년 12월 17일 ~ 1992년 9월 18일)는 1968년 2월 25일부터 1970년 12월 16일까지 인도의 11대 대법원장을 역임했으며 1979년 8월 31일부터 1984년 8월 30일까지 인도의 제6대 부통령을 지냈다. 그는 1969년 7월 20일부터 1969년 8월 24일까지, 1982년 10월 6일부터 10월 31일까지, 1983년 7월 25일부터 1983년 7월 25일까지, 1984년 7월 25일부터 7월 25일까지 인도의 대통령 대행을 지냈다. 그는 저명한 법학자, 학자, 교육학자, 작가, 언어학자로 여겨진다.

## 경력
대학교 졸업 후, 히다야툴라는 인도로 돌아와 1930년 7월 19일 나그푸르에 있는 중앙주 고등법원의 변호인으로 등록했다. 나그푸르 대학교 법대에서 법학과 마호메단 법학을 가르쳤으며, 영문학의 강사로도 활동했다. 1942년 12월 12일 나그푸르 고등법원에서 정부 변호인으로 임명되었다. 1943년 8월 2일 그는 중부 주와 베라르(현재의 마디아프라데시주)의 주창자가 되었고 1946년 고등법원의 추가 판사로 임명될 때까지 그 직위를 계속 맡았다. 그는 인도 마디아프라데시주의 최연소 주창자로 특출났다.
1946년 6월 24일 히다야툴라는 중부 지방과 베라르의 고등법원의 추가 판사로 임명되었고, 1946년 9월 13일 고등법원의 상설 판사로 임명되어 1954년 12월 3일 나그푸르 고등법원장으로 승진할 때까지 근무하였다. 1956년 11월 그는 마디아프라데시주 고등법원의 대법원장으로 임명되었다. 1958년 12월 1일 인도 대법관으로 승진했다. 당시 그는 인도 대법원의 최연소 판사였다. 1968년 2월 28일 인도의 첫 무슬림 대법원장이 되었다.
그는 1970년 12월 16일 이 직위에서 은퇴했다.

### 대통령직
인도의 대통령이었던 자키르 후세인 칸은 1969년 5월 3일 갑자기 사망했다. 그 후 인도의 부통령 바라하기리 벵카타 기리가 대통령 권한대행이 되었다. 이후 1969년 대선에 출마하기 위해 대통령 권한대행과 부통령직을 모두 사임했다. 히다야툴라는 7월 20일부터 8월 24일까지 짧은 기간 동안 인도의 대통령을 지냈다. 미국의 리처드 닉슨 대통령의 인도 방문은 그의 대통령 임기를 역사적인 것으로 만들었다.
퇴임 후 히다야툴라는 여러 정당들의 합의에 의해 인도의 부통령으로 선출되었고 1979년부터 1984년 8월까지 고위직을 맡았다. 부통령으로서 재임하는 동안, 그는 그의 공정성과 독립성으로 모든 관계자들의 존경을 받았다.
1982년 당시 자일 싱 대통령이 치료를 위해 미국으로 갔을 때 히다야툴라 부통령이 1982년 10월 6일부터 1982년 10월 31일까지 대통령 주례를 맡았다. 그래서 그는 두 번이나 대통령 권한대행을 맡았다.
히다야툴라는 이 모든 직책에서 근무한 경험이 있어 인도 역사상 다른 구성원들 중에서 유일무이한 존재가 되었다. 그는 인도의 대법원장, 인도의 대통령, 그리고 인도의 부통령의 세 직책 모두에서 근무한 유일한 사람이 되었다.

### 학자 및 언어학자
히다야툴라는 힌두어, 영어, 우르두어, 페르시아어, 프랑스어 학자였다. 그는 산스크리트어와 벵골어를 포함한 몇몇 다른 인도 언어들에 대한 실무 지식을 가지고 있었다.

## 유산
그를 기리기 위해 히다야툴라 국립 법학대학교가 2003년 차티스가르주 라이푸르에 설립되었다. 대학은 또한 그를 추모하기 위해 히다야툴라 기념 전국 무트 법정 대회(HNMCC)를 주최한다.

## 개인 생활
1948년 히다야툴라는 푸쉬파 샤와 결혼했다. 그들의 아들 아르샤드 히다야툴라는 인도 대법원의 선임 변호사이다.

## 역대 선거 결과
| 선거명      | 직책명        | 대수 | 정당   | 득표율   | 득표수 | 결과 | 당락 |
| ----------- | ------------- | ---- | ------ | -------- | ------ | ---- | ---- |
| 1979년 선거 | 인도의 부통령 | 6대  | 무소속 | 단독후보 | 무투표 | 1위  |      |

## 같이 보기
- 인도의 대통령